# Dietrich I. (Holland)

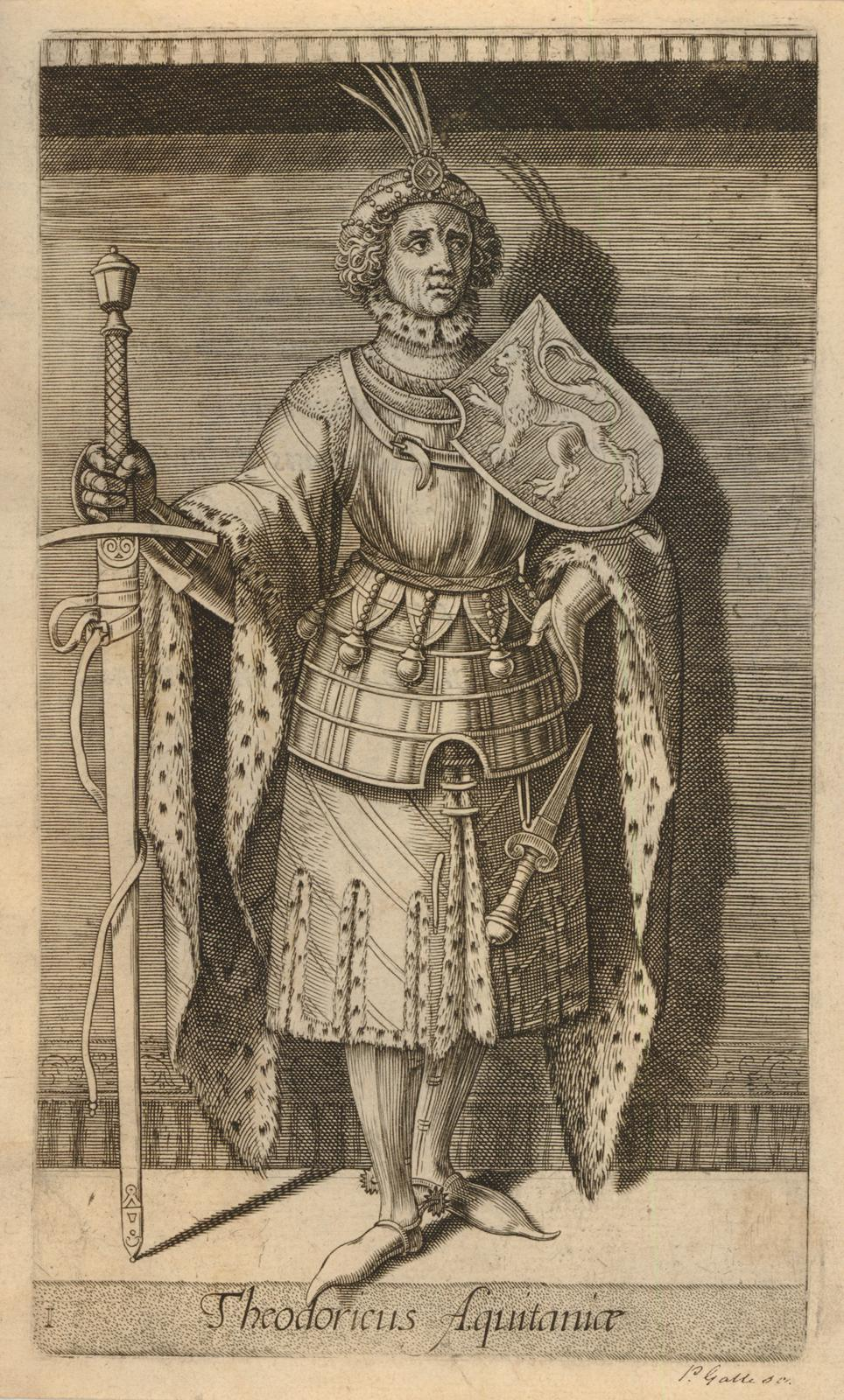
Dietrich I., ahistorische Phantasiedarstellung 1578

Dietrich I. Graf in Friesland († wohl 939) (niederländisch: Dirk, friesisch Durk oder Diderik, lateinisch: Theoderic oder Thidericus Fresonie) war der Gründer der holländischen Grafenlinie.
Er war vermutlich der Sohn und Nachfolger des in Westfriesland herrschenden Grafen Gerolf (vgl. Gerulf von Kennemerland). Sein Bruder war Walger Graf von Tiesterband.
Er war lange treuer Anhänger seines Lehnsherren, des Königs Karl des Einfältigen. Zur Belohnung erhielt er am 15. Juni 922 die Kirche von Egmond, nebst vielen Gütern in der Umgebung, im jetzigen Nordholland (zwischen Suithardeshaghe und Fortrapa und Kinnem). Daraus wurde später Kloster Egmond.
Verheiratet war er mit Geva (* um 895), der Tochter des Meginhard von Hamalant (* um 860). Sein Nachfolger (Sohn oder wahrscheinlicher Enkel) wurde Dietrich II.
Später schloss er sich dem Aufstand der Lothringer Herzöge gegen König Ludwig IV. von Frankreich an und ist wohl 939 in der Schlacht bei Andernach gefallen.